# SkyTeam Cargo
SkyTeam Cargo is de vrachtalliantie van de SkyTeam. SkyTeam Cargo is een alliantie wat betreft vrachtvervoer tussen een paar luchtvaartmaatschappijen.

## Geschiedenis
In september 2000 werd SkyTeam Cargo opgericht door de leden van het SkyTeam van toen (Aeromexico, Air France, Delta en Korean Air). In april 2001 en augustus 2001 traden respectievelijk CSA en Alitalia toe tot de alliantie. In september 2004 nam ook KLM Cargo deel aan de Skyteam Cargo-alliantie. Een jaar later, september 2005, volgde Northwest Airlines Cargo, later ook onder de naam Delta Cargo.

## Leden
- Aeroflot Cargo
- Aeroméxico Cargo
- Air France-KLM Cargo
- ITA Airways Cargo
- Saudia Cargo
- Czech Airlines Cargo
- Delta Cargo
- Korean Air Cargo
- China Cargo
- Aerolines Argentinas Cargo